# Gait analysis
La gait analysis, anche chiamata gait recognition (in lingua italiana nota come analisi dell'andatura) è lo studio sistematico della locomozione animale, in particolare lo studio del movimento umano, usando determinate strumentazioni per misurare i movimenti e la meccanica in riferimento al corpo nonché l'attività dei muscoli.

## Storia
I pionieri dell'analisi scientifica dell'andatura furono Aristotele in De motu animalium e molto più tardi nel 1680, Giovanni Alfonso Borelli scrisse riguardo al movimento degli animali e degli umani in  De motu animalium (I et II). Nel 1890 i tedeschi Christian Wilhelm Braune e Otto Fischer pubblicarono una serie di articoli sulla biomeccanica della deambulazione umana in condizioni di carico e scarico.
Con lo sviluppo della fotografia e della cinematografia, è stato possibile catturare sequenze di immagini che rivelano dettagli della locomozione umana e animale che non erano evidenti guardando il movimento ad occhio nudo. Eadweard Muybridge ed Étienne-Jules Marey furono i pionieri di questi sviluppi nei primi anni del 1900. Ad esempio, la fotografia ha rivelato per la prima volta la sequenza dettagliata del "galoppo" del cavallo, che di solito era travisata nei dipinti realizzati prima di questa scoperta.
Sebbene siano state condotte molte ricerche iniziali utilizzando le fotocamere a pellicola, la diffusa applicazione dell'analisi dell'andatura agli esseri umani con condizioni patologiche come la paralisi cerebrale, il morbo di Parkinson e i disturbi neuromuscolari, è iniziata negli anni '70 con la disponibilità di sistemi di videocamere in grado di produrre studi dettagliati su singoli pazienti. Lo sviluppo di regimi terapeutici, che spesso coinvolgono la chirurgia ortopedica, sulla base dei risultati dell'analisi dell'andatura, è progredito significativamente negli anni '80. Molti ospedali ortopedici di tutto il mondo dispongono ora di laboratori sull'andatura che vengono abitualmente utilizzati per progettare piani di trattamento e per il monitoraggio di follow-up.
In ambito medico, nel 2018, un team di ricerca italiano composto da Veronica Cimolin, Pier Francesco Costici, Claudia Condoluci e Manuela Galli definisce un nuovo modello per la gait analysis: il Gait Kinetic Index, il quale consente di misurare ampiamente la deambulazione di pazienti con patologie prendendo in considerazione gli aspetti cinetici della gait analysis.

## Processo e attrezzatura

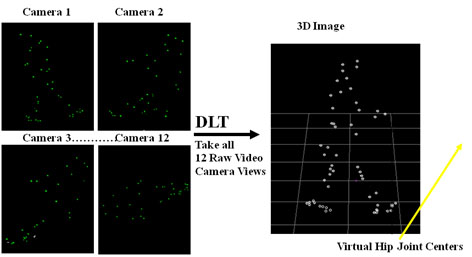
Acquisizione di informazioni sulla posizione dei marker in 2D attraverso le camere di sinistra e destra, questa combinazione di informazioni darà origine a un'immagine 3D

Un tipico laboratorio per la gait analysis ha diverse telecamere (video o infrarossi) posizionate attorno a una passerella o un tapis roulant, che sono collegati a un computer. Il paziente ha marcatori situati in vari punti del corpo (ad es. Spine iliache del bacino, malleolo della caviglia e condili del ginocchio) o gruppi di marcatori applicati a metà dei degli arti. Il paziente cammina lungo la passerella o il tapis roulant e il computer calcola la traiettoria di ciascun marcatore in tre dimensioni. Viene applicato un modello per calcolare il movimento delle ossa sottostanti. Ciò fornisce una suddivisione completa del movimento di ciascuna articolazione. Il metodo comune consiste nell'utilizzare il set di marcatori dell'Helen Hayes Hospital, in cui un totale di 15 marker sono attaccati sulla parte inferiore del corpo. I 15 movimenti del marcatore vengono analizzati analiticamente e forniscono un movimento angolare di ciascuna articolazione.
Per calcolare la cinetica dei modelli di andatura, la maggior parte dei laboratori dispone di trasduttori di carico montati sul pavimento, noti anche come piattaforme di forza, che misurano le forze ed i momenti di reazione, tra cui l'intensità, la direzione e la posizione.  La distribuzione spaziale delle forze può essere misurata con apparecchiature pedobarografiche. Aggiungendo questo alla dinamica nota di ciascun segmento del corpo, si ottiene la soluzione di equazioni basate sulle equazioni del moto di Newton-Euler che consentono il calcolo delle forze nette e i momenti netti di forza attorno a ciascuna articolazione in qualsiasi fase del ciclo dell'andatura. Il metodo computazionale per questo è noto come dinamica inversa.
Questo uso della cinetica, tuttavia, non consente di ottenere informazioni per i singoli muscoli ma per gruppi muscolari, come gli estensori o i flessori dell'arto. Per rilevare l'attività e il contributo dei singoli muscoli al movimento è necessario studiare l'attività elettrica dei muscoli. Molti laboratori usano anche elettrodi di superficie attaccati alla pelle per rilevare l'attività elettrica o l'elettromiogramma (EMG) dei muscoli. In questo modo è possibile studiare i tempi di riposta dei muscoli e, in una certa misura, l'entità della loro attivazione, valutando così il loro contributo alla deambulazione. Le deviazioni dai normali schemi cinematici, cinetici o EMG vengono utilizzate per diagnosticare patologie specifiche, prevedere i risultati dei trattamenti o determinare l'efficacia dei programmi di fisioterapia.